# 欽敦江
欽敦江又译作亲敦江（Chindwin River），旧译更的宛江。是緬甸的河流，屬於該國主要河流伊洛瓦底江(Ayeyarwady)的最大支流，河道全長1,207公里，發源自克欽邦內座標26°26′18″N 96°33′32″E / 26.43833°N 96.55889°E的地方，上游名塔奈河(Tanai)，源于枯门岭南端西侧。向南轉東南方向流經廣闊的中部平原，最後在座標21°30′N 95°15′E / 21.500°N 95.250°E、敏建（Myingyan）以下约10公里流入伊洛瓦底江。流域总面积约114,000平方公里（44,000平方哩）。主要支流有乌尤河（Uyu，又译作雾露河）和密沙河（Myittha）。

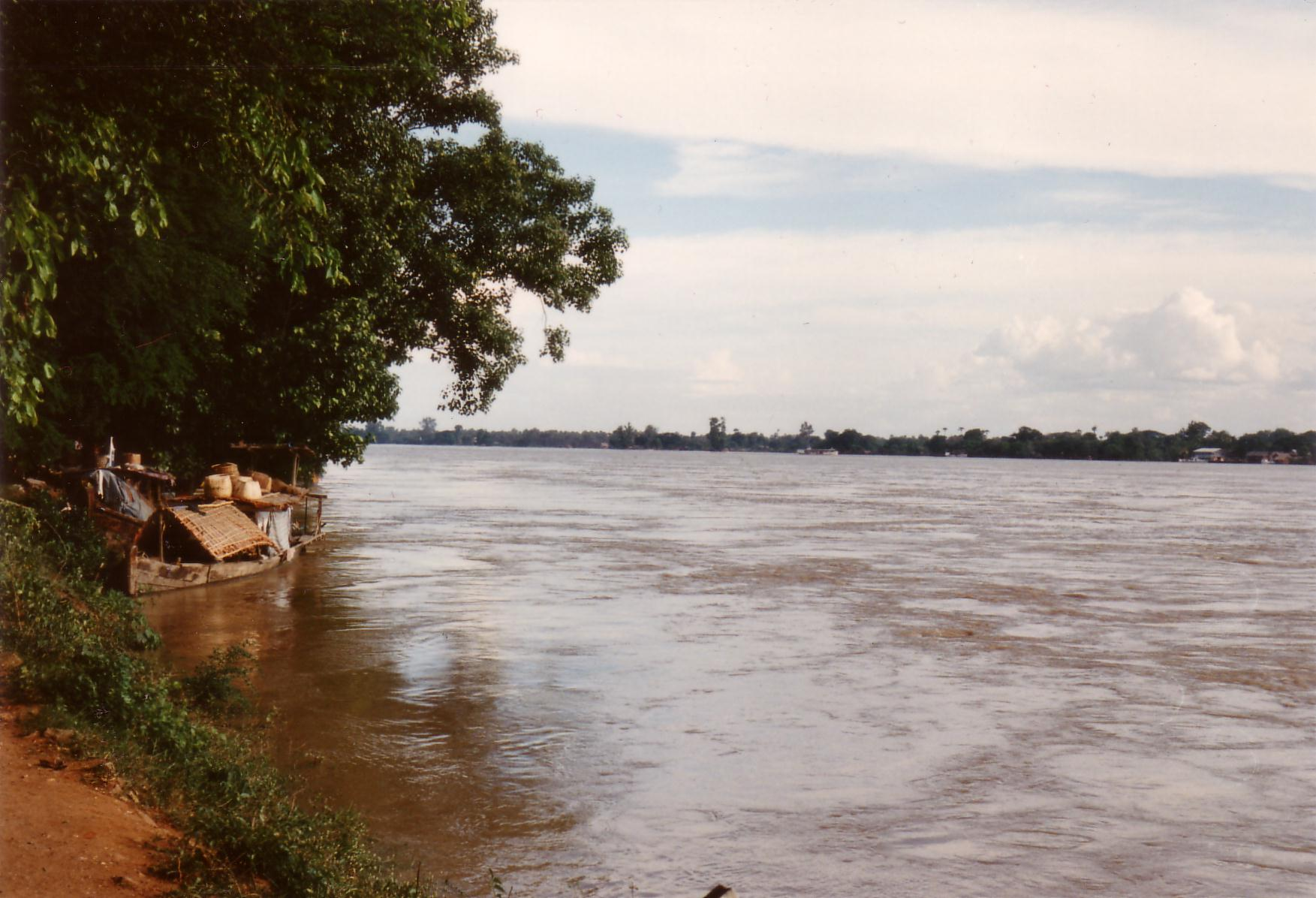
蒙育瓦（Monywa）地方的钦敦江

## 外部連結
- The Chindwin River